# Route nationale 83 (Estonie)
Pour les articles homonymes, voir Route nationale 83.
La route nationale 83 (Tugimaantee 83) est une route nationale estonienne reliant Pühalepa à Emmaste. Elle mesure 31,2 km.

## Tracé
- Comté de Hiiu
  - Pühalepa
  - Suuremõisa (en)
  - Kalgi
  - Viilupi (en)
  - Jõeküla
  - Niidiküla (en)
  - Vaemla (en)
  - Kogri (en)
  - Laheküla
  - Putkaste (en)
  - Käina
  - Mäeküla
  - Nõmme (en)
  - Selja (en)
  - Nasva (en)
  - Luguse (en)
  - Utu (en)
  - Jausa
  - Valgu
  - Ulja
  - Harju
  - Prassi
  - Kõmmusselja
  - Tilga
  - Emmaste